# Флавий Флоренций (консул 361 г.)
Вижте пояснителната страница за други личности с името Флавий Флоренций.
Флавий Флоренций (на латински: Flavius Florentius) e политик на Римската империя през 4 век.
Флоренций е преториански префект в Галия (357 – 360) и в Илирия (360 – 361).
През 361 г. той е консул заедно с Флавий Тавър.